# Созін Веніамін Інокентійович
Веніамін Інокентійович Созін (1896—1956) радянський шаховий майстер, теоретик, автор книг.

## Шахова біографія
Про ранні роки життя відомо мало, згадується, що походив Веніамін Созін з Новгороду, пізніше жив у Ленінграді, мав професію бухгалтера.
Активним шахіст був у 1920-ті та 1930-ті роки. Брав участь у чотирьох чемпіонатах СРСР. За результатами ІІІ першості 1924 року, на якому Созін набрав 9 пунктів у 17 партіях і посів 9 місце, йому було присуджено звання майстра спорту. Втім він не зміг підтвердити звання в наступних турнірах і 1935 року став одним зі спортсменів позбавлених цього звання.

## Внесок у шахову теорію
|   | a | b | c | d | e | f | g | h |   |
| 8 | a8 чорна тура · c8 чорний слон · d8 чорний ферзь · e8 чорний король · f8 чорний слон · h8 чорна тура · a7 чорний пішак · b7 чорний пішак · e7 чорний пішак · f7 чорний пішак · g7 чорний пішак · h7 чорний пішак · c6 чорний кінь · d6 чорний пішак · f6 чорний кінь · c4 білий слон · d4 білий кінь · e4 білий пішак · c3 білий кінь · a2 білий пішак · b2 білий пішак · c2 білий пішак · f2 білий пішак · g2 білий пішак · h2 білий пішак · a1 біла тура · c1 білий слон · d1 білий ферзь · e1 білий король · h1 біла тура | a8 чорна тура · c8 чорний слон · d8 чорний ферзь · e8 чорний король · f8 чорний слон · h8 чорна тура · a7 чорний пішак · b7 чорний пішак · e7 чорний пішак · f7 чорний пішак · g7 чорний пішак · h7 чорний пішак · c6 чорний кінь · d6 чорний пішак · f6 чорний кінь · c4 білий слон · d4 білий кінь · e4 білий пішак · c3 білий кінь · a2 білий пішак · b2 білий пішак · c2 білий пішак · f2 білий пішак · g2 білий пішак · h2 білий пішак · a1 біла тура · c1 білий слон · d1 білий ферзь · e1 білий король · h1 біла тура | a8 чорна тура · c8 чорний слон · d8 чорний ферзь · e8 чорний король · f8 чорний слон · h8 чорна тура · a7 чорний пішак · b7 чорний пішак · e7 чорний пішак · f7 чорний пішак · g7 чорний пішак · h7 чорний пішак · c6 чорний кінь · d6 чорний пішак · f6 чорний кінь · c4 білий слон · d4 білий кінь · e4 білий пішак · c3 білий кінь · a2 білий пішак · b2 білий пішак · c2 білий пішак · f2 білий пішак · g2 білий пішак · h2 білий пішак · a1 біла тура · c1 білий слон · d1 білий ферзь · e1 білий король · h1 біла тура | a8 чорна тура · c8 чорний слон · d8 чорний ферзь · e8 чорний король · f8 чорний слон · h8 чорна тура · a7 чорний пішак · b7 чорний пішак · e7 чорний пішак · f7 чорний пішак · g7 чорний пішак · h7 чорний пішак · c6 чорний кінь · d6 чорний пішак · f6 чорний кінь · c4 білий слон · d4 білий кінь · e4 білий пішак · c3 білий кінь · a2 білий пішак · b2 білий пішак · c2 білий пішак · f2 білий пішак · g2 білий пішак · h2 білий пішак · a1 біла тура · c1 білий слон · d1 білий ферзь · e1 білий король · h1 біла тура | a8 чорна тура · c8 чорний слон · d8 чорний ферзь · e8 чорний король · f8 чорний слон · h8 чорна тура · a7 чорний пішак · b7 чорний пішак · e7 чорний пішак · f7 чорний пішак · g7 чорний пішак · h7 чорний пішак · c6 чорний кінь · d6 чорний пішак · f6 чорний кінь · c4 білий слон · d4 білий кінь · e4 білий пішак · c3 білий кінь · a2 білий пішак · b2 білий пішак · c2 білий пішак · f2 білий пішак · g2 білий пішак · h2 білий пішак · a1 біла тура · c1 білий слон · d1 білий ферзь · e1 білий король · h1 біла тура | a8 чорна тура · c8 чорний слон · d8 чорний ферзь · e8 чорний король · f8 чорний слон · h8 чорна тура · a7 чорний пішак · b7 чорний пішак · e7 чорний пішак · f7 чорний пішак · g7 чорний пішак · h7 чорний пішак · c6 чорний кінь · d6 чорний пішак · f6 чорний кінь · c4 білий слон · d4 білий кінь · e4 білий пішак · c3 білий кінь · a2 білий пішак · b2 білий пішак · c2 білий пішак · f2 білий пішак · g2 білий пішак · h2 білий пішак · a1 біла тура · c1 білий слон · d1 білий ферзь · e1 білий король · h1 біла тура | a8 чорна тура · c8 чорний слон · d8 чорний ферзь · e8 чорний король · f8 чорний слон · h8 чорна тура · a7 чорний пішак · b7 чорний пішак · e7 чорний пішак · f7 чорний пішак · g7 чорний пішак · h7 чорний пішак · c6 чорний кінь · d6 чорний пішак · f6 чорний кінь · c4 білий слон · d4 білий кінь · e4 білий пішак · c3 білий кінь · a2 білий пішак · b2 білий пішак · c2 білий пішак · f2 білий пішак · g2 білий пішак · h2 білий пішак · a1 біла тура · c1 білий слон · d1 білий ферзь · e1 білий король · h1 біла тура | a8 чорна тура · c8 чорний слон · d8 чорний ферзь · e8 чорний король · f8 чорний слон · h8 чорна тура · a7 чорний пішак · b7 чорний пішак · e7 чорний пішак · f7 чорний пішак · g7 чорний пішак · h7 чорний пішак · c6 чорний кінь · d6 чорний пішак · f6 чорний кінь · c4 білий слон · d4 білий кінь · e4 білий пішак · c3 білий кінь · a2 білий пішак · b2 білий пішак · c2 білий пішак · f2 білий пішак · g2 білий пішак · h2 білий пішак · a1 біла тура · c1 білий слон · d1 білий ферзь · e1 білий король · h1 біла тура | 8 |
| 7 | a8 чорна тура · c8 чорний слон · d8 чорний ферзь · e8 чорний король · f8 чорний слон · h8 чорна тура · a7 чорний пішак · b7 чорний пішак · e7 чорний пішак · f7 чорний пішак · g7 чорний пішак · h7 чорний пішак · c6 чорний кінь · d6 чорний пішак · f6 чорний кінь · c4 білий слон · d4 білий кінь · e4 білий пішак · c3 білий кінь · a2 білий пішак · b2 білий пішак · c2 білий пішак · f2 білий пішак · g2 білий пішак · h2 білий пішак · a1 біла тура · c1 білий слон · d1 білий ферзь · e1 білий король · h1 біла тура | a8 чорна тура · c8 чорний слон · d8 чорний ферзь · e8 чорний король · f8 чорний слон · h8 чорна тура · a7 чорний пішак · b7 чорний пішак · e7 чорний пішак · f7 чорний пішак · g7 чорний пішак · h7 чорний пішак · c6 чорний кінь · d6 чорний пішак · f6 чорний кінь · c4 білий слон · d4 білий кінь · e4 білий пішак · c3 білий кінь · a2 білий пішак · b2 білий пішак · c2 білий пішак · f2 білий пішак · g2 білий пішак · h2 білий пішак · a1 біла тура · c1 білий слон · d1 білий ферзь · e1 білий король · h1 біла тура | a8 чорна тура · c8 чорний слон · d8 чорний ферзь · e8 чорний король · f8 чорний слон · h8 чорна тура · a7 чорний пішак · b7 чорний пішак · e7 чорний пішак · f7 чорний пішак · g7 чорний пішак · h7 чорний пішак · c6 чорний кінь · d6 чорний пішак · f6 чорний кінь · c4 білий слон · d4 білий кінь · e4 білий пішак · c3 білий кінь · a2 білий пішак · b2 білий пішак · c2 білий пішак · f2 білий пішак · g2 білий пішак · h2 білий пішак · a1 біла тура · c1 білий слон · d1 білий ферзь · e1 білий король · h1 біла тура | a8 чорна тура · c8 чорний слон · d8 чорний ферзь · e8 чорний король · f8 чорний слон · h8 чорна тура · a7 чорний пішак · b7 чорний пішак · e7 чорний пішак · f7 чорний пішак · g7 чорний пішак · h7 чорний пішак · c6 чорний кінь · d6 чорний пішак · f6 чорний кінь · c4 білий слон · d4 білий кінь · e4 білий пішак · c3 білий кінь · a2 білий пішак · b2 білий пішак · c2 білий пішак · f2 білий пішак · g2 білий пішак · h2 білий пішак · a1 біла тура · c1 білий слон · d1 білий ферзь · e1 білий король · h1 біла тура | a8 чорна тура · c8 чорний слон · d8 чорний ферзь · e8 чорний король · f8 чорний слон · h8 чорна тура · a7 чорний пішак · b7 чорний пішак · e7 чорний пішак · f7 чорний пішак · g7 чорний пішак · h7 чорний пішак · c6 чорний кінь · d6 чорний пішак · f6 чорний кінь · c4 білий слон · d4 білий кінь · e4 білий пішак · c3 білий кінь · a2 білий пішак · b2 білий пішак · c2 білий пішак · f2 білий пішак · g2 білий пішак · h2 білий пішак · a1 біла тура · c1 білий слон · d1 білий ферзь · e1 білий король · h1 біла тура | a8 чорна тура · c8 чорний слон · d8 чорний ферзь · e8 чорний король · f8 чорний слон · h8 чорна тура · a7 чорний пішак · b7 чорний пішак · e7 чорний пішак · f7 чорний пішак · g7 чорний пішак · h7 чорний пішак · c6 чорний кінь · d6 чорний пішак · f6 чорний кінь · c4 білий слон · d4 білий кінь · e4 білий пішак · c3 білий кінь · a2 білий пішак · b2 білий пішак · c2 білий пішак · f2 білий пішак · g2 білий пішак · h2 білий пішак · a1 біла тура · c1 білий слон · d1 білий ферзь · e1 білий король · h1 біла тура | a8 чорна тура · c8 чорний слон · d8 чорний ферзь · e8 чорний король · f8 чорний слон · h8 чорна тура · a7 чорний пішак · b7 чорний пішак · e7 чорний пішак · f7 чорний пішак · g7 чорний пішак · h7 чорний пішак · c6 чорний кінь · d6 чорний пішак · f6 чорний кінь · c4 білий слон · d4 білий кінь · e4 білий пішак · c3 білий кінь · a2 білий пішак · b2 білий пішак · c2 білий пішак · f2 білий пішак · g2 білий пішак · h2 білий пішак · a1 біла тура · c1 білий слон · d1 білий ферзь · e1 білий король · h1 біла тура | a8 чорна тура · c8 чорний слон · d8 чорний ферзь · e8 чорний король · f8 чорний слон · h8 чорна тура · a7 чорний пішак · b7 чорний пішак · e7 чорний пішак · f7 чорний пішак · g7 чорний пішак · h7 чорний пішак · c6 чорний кінь · d6 чорний пішак · f6 чорний кінь · c4 білий слон · d4 білий кінь · e4 білий пішак · c3 білий кінь · a2 білий пішак · b2 білий пішак · c2 білий пішак · f2 білий пішак · g2 білий пішак · h2 білий пішак · a1 біла тура · c1 білий слон · d1 білий ферзь · e1 білий король · h1 біла тура | 7 |
| 6 | a8 чорна тура · c8 чорний слон · d8 чорний ферзь · e8 чорний король · f8 чорний слон · h8 чорна тура · a7 чорний пішак · b7 чорний пішак · e7 чорний пішак · f7 чорний пішак · g7 чорний пішак · h7 чорний пішак · c6 чорний кінь · d6 чорний пішак · f6 чорний кінь · c4 білий слон · d4 білий кінь · e4 білий пішак · c3 білий кінь · a2 білий пішак · b2 білий пішак · c2 білий пішак · f2 білий пішак · g2 білий пішак · h2 білий пішак · a1 біла тура · c1 білий слон · d1 білий ферзь · e1 білий король · h1 біла тура | a8 чорна тура · c8 чорний слон · d8 чорний ферзь · e8 чорний король · f8 чорний слон · h8 чорна тура · a7 чорний пішак · b7 чорний пішак · e7 чорний пішак · f7 чорний пішак · g7 чорний пішак · h7 чорний пішак · c6 чорний кінь · d6 чорний пішак · f6 чорний кінь · c4 білий слон · d4 білий кінь · e4 білий пішак · c3 білий кінь · a2 білий пішак · b2 білий пішак · c2 білий пішак · f2 білий пішак · g2 білий пішак · h2 білий пішак · a1 біла тура · c1 білий слон · d1 білий ферзь · e1 білий король · h1 біла тура | a8 чорна тура · c8 чорний слон · d8 чорний ферзь · e8 чорний король · f8 чорний слон · h8 чорна тура · a7 чорний пішак · b7 чорний пішак · e7 чорний пішак · f7 чорний пішак · g7 чорний пішак · h7 чорний пішак · c6 чорний кінь · d6 чорний пішак · f6 чорний кінь · c4 білий слон · d4 білий кінь · e4 білий пішак · c3 білий кінь · a2 білий пішак · b2 білий пішак · c2 білий пішак · f2 білий пішак · g2 білий пішак · h2 білий пішак · a1 біла тура · c1 білий слон · d1 білий ферзь · e1 білий король · h1 біла тура | a8 чорна тура · c8 чорний слон · d8 чорний ферзь · e8 чорний король · f8 чорний слон · h8 чорна тура · a7 чорний пішак · b7 чорний пішак · e7 чорний пішак · f7 чорний пішак · g7 чорний пішак · h7 чорний пішак · c6 чорний кінь · d6 чорний пішак · f6 чорний кінь · c4 білий слон · d4 білий кінь · e4 білий пішак · c3 білий кінь · a2 білий пішак · b2 білий пішак · c2 білий пішак · f2 білий пішак · g2 білий пішак · h2 білий пішак · a1 біла тура · c1 білий слон · d1 білий ферзь · e1 білий король · h1 біла тура | a8 чорна тура · c8 чорний слон · d8 чорний ферзь · e8 чорний король · f8 чорний слон · h8 чорна тура · a7 чорний пішак · b7 чорний пішак · e7 чорний пішак · f7 чорний пішак · g7 чорний пішак · h7 чорний пішак · c6 чорний кінь · d6 чорний пішак · f6 чорний кінь · c4 білий слон · d4 білий кінь · e4 білий пішак · c3 білий кінь · a2 білий пішак · b2 білий пішак · c2 білий пішак · f2 білий пішак · g2 білий пішак · h2 білий пішак · a1 біла тура · c1 білий слон · d1 білий ферзь · e1 білий король · h1 біла тура | a8 чорна тура · c8 чорний слон · d8 чорний ферзь · e8 чорний король · f8 чорний слон · h8 чорна тура · a7 чорний пішак · b7 чорний пішак · e7 чорний пішак · f7 чорний пішак · g7 чорний пішак · h7 чорний пішак · c6 чорний кінь · d6 чорний пішак · f6 чорний кінь · c4 білий слон · d4 білий кінь · e4 білий пішак · c3 білий кінь · a2 білий пішак · b2 білий пішак · c2 білий пішак · f2 білий пішак · g2 білий пішак · h2 білий пішак · a1 біла тура · c1 білий слон · d1 білий ферзь · e1 білий король · h1 біла тура | a8 чорна тура · c8 чорний слон · d8 чорний ферзь · e8 чорний король · f8 чорний слон · h8 чорна тура · a7 чорний пішак · b7 чорний пішак · e7 чорний пішак · f7 чорний пішак · g7 чорний пішак · h7 чорний пішак · c6 чорний кінь · d6 чорний пішак · f6 чорний кінь · c4 білий слон · d4 білий кінь · e4 білий пішак · c3 білий кінь · a2 білий пішак · b2 білий пішак · c2 білий пішак · f2 білий пішак · g2 білий пішак · h2 білий пішак · a1 біла тура · c1 білий слон · d1 білий ферзь · e1 білий король · h1 біла тура | a8 чорна тура · c8 чорний слон · d8 чорний ферзь · e8 чорний король · f8 чорний слон · h8 чорна тура · a7 чорний пішак · b7 чорний пішак · e7 чорний пішак · f7 чорний пішак · g7 чорний пішак · h7 чорний пішак · c6 чорний кінь · d6 чорний пішак · f6 чорний кінь · c4 білий слон · d4 білий кінь · e4 білий пішак · c3 білий кінь · a2 білий пішак · b2 білий пішак · c2 білий пішак · f2 білий пішак · g2 білий пішак · h2 білий пішак · a1 біла тура · c1 білий слон · d1 білий ферзь · e1 білий король · h1 біла тура | 6 |
| 5 | a8 чорна тура · c8 чорний слон · d8 чорний ферзь · e8 чорний король · f8 чорний слон · h8 чорна тура · a7 чорний пішак · b7 чорний пішак · e7 чорний пішак · f7 чорний пішак · g7 чорний пішак · h7 чорний пішак · c6 чорний кінь · d6 чорний пішак · f6 чорний кінь · c4 білий слон · d4 білий кінь · e4 білий пішак · c3 білий кінь · a2 білий пішак · b2 білий пішак · c2 білий пішак · f2 білий пішак · g2 білий пішак · h2 білий пішак · a1 біла тура · c1 білий слон · d1 білий ферзь · e1 білий король · h1 біла тура | a8 чорна тура · c8 чорний слон · d8 чорний ферзь · e8 чорний король · f8 чорний слон · h8 чорна тура · a7 чорний пішак · b7 чорний пішак · e7 чорний пішак · f7 чорний пішак · g7 чорний пішак · h7 чорний пішак · c6 чорний кінь · d6 чорний пішак · f6 чорний кінь · c4 білий слон · d4 білий кінь · e4 білий пішак · c3 білий кінь · a2 білий пішак · b2 білий пішак · c2 білий пішак · f2 білий пішак · g2 білий пішак · h2 білий пішак · a1 біла тура · c1 білий слон · d1 білий ферзь · e1 білий король · h1 біла тура | a8 чорна тура · c8 чорний слон · d8 чорний ферзь · e8 чорний король · f8 чорний слон · h8 чорна тура · a7 чорний пішак · b7 чорний пішак · e7 чорний пішак · f7 чорний пішак · g7 чорний пішак · h7 чорний пішак · c6 чорний кінь · d6 чорний пішак · f6 чорний кінь · c4 білий слон · d4 білий кінь · e4 білий пішак · c3 білий кінь · a2 білий пішак · b2 білий пішак · c2 білий пішак · f2 білий пішак · g2 білий пішак · h2 білий пішак · a1 біла тура · c1 білий слон · d1 білий ферзь · e1 білий король · h1 біла тура | a8 чорна тура · c8 чорний слон · d8 чорний ферзь · e8 чорний король · f8 чорний слон · h8 чорна тура · a7 чорний пішак · b7 чорний пішак · e7 чорний пішак · f7 чорний пішак · g7 чорний пішак · h7 чорний пішак · c6 чорний кінь · d6 чорний пішак · f6 чорний кінь · c4 білий слон · d4 білий кінь · e4 білий пішак · c3 білий кінь · a2 білий пішак · b2 білий пішак · c2 білий пішак · f2 білий пішак · g2 білий пішак · h2 білий пішак · a1 біла тура · c1 білий слон · d1 білий ферзь · e1 білий король · h1 біла тура | a8 чорна тура · c8 чорний слон · d8 чорний ферзь · e8 чорний король · f8 чорний слон · h8 чорна тура · a7 чорний пішак · b7 чорний пішак · e7 чорний пішак · f7 чорний пішак · g7 чорний пішак · h7 чорний пішак · c6 чорний кінь · d6 чорний пішак · f6 чорний кінь · c4 білий слон · d4 білий кінь · e4 білий пішак · c3 білий кінь · a2 білий пішак · b2 білий пішак · c2 білий пішак · f2 білий пішак · g2 білий пішак · h2 білий пішак · a1 біла тура · c1 білий слон · d1 білий ферзь · e1 білий король · h1 біла тура | a8 чорна тура · c8 чорний слон · d8 чорний ферзь · e8 чорний король · f8 чорний слон · h8 чорна тура · a7 чорний пішак · b7 чорний пішак · e7 чорний пішак · f7 чорний пішак · g7 чорний пішак · h7 чорний пішак · c6 чорний кінь · d6 чорний пішак · f6 чорний кінь · c4 білий слон · d4 білий кінь · e4 білий пішак · c3 білий кінь · a2 білий пішак · b2 білий пішак · c2 білий пішак · f2 білий пішак · g2 білий пішак · h2 білий пішак · a1 біла тура · c1 білий слон · d1 білий ферзь · e1 білий король · h1 біла тура | a8 чорна тура · c8 чорний слон · d8 чорний ферзь · e8 чорний король · f8 чорний слон · h8 чорна тура · a7 чорний пішак · b7 чорний пішак · e7 чорний пішак · f7 чорний пішак · g7 чорний пішак · h7 чорний пішак · c6 чорний кінь · d6 чорний пішак · f6 чорний кінь · c4 білий слон · d4 білий кінь · e4 білий пішак · c3 білий кінь · a2 білий пішак · b2 білий пішак · c2 білий пішак · f2 білий пішак · g2 білий пішак · h2 білий пішак · a1 біла тура · c1 білий слон · d1 білий ферзь · e1 білий король · h1 біла тура | a8 чорна тура · c8 чорний слон · d8 чорний ферзь · e8 чорний король · f8 чорний слон · h8 чорна тура · a7 чорний пішак · b7 чорний пішак · e7 чорний пішак · f7 чорний пішак · g7 чорний пішак · h7 чорний пішак · c6 чорний кінь · d6 чорний пішак · f6 чорний кінь · c4 білий слон · d4 білий кінь · e4 білий пішак · c3 білий кінь · a2 білий пішак · b2 білий пішак · c2 білий пішак · f2 білий пішак · g2 білий пішак · h2 білий пішак · a1 біла тура · c1 білий слон · d1 білий ферзь · e1 білий король · h1 біла тура | 5 |
| 4 | a8 чорна тура · c8 чорний слон · d8 чорний ферзь · e8 чорний король · f8 чорний слон · h8 чорна тура · a7 чорний пішак · b7 чорний пішак · e7 чорний пішак · f7 чорний пішак · g7 чорний пішак · h7 чорний пішак · c6 чорний кінь · d6 чорний пішак · f6 чорний кінь · c4 білий слон · d4 білий кінь · e4 білий пішак · c3 білий кінь · a2 білий пішак · b2 білий пішак · c2 білий пішак · f2 білий пішак · g2 білий пішак · h2 білий пішак · a1 біла тура · c1 білий слон · d1 білий ферзь · e1 білий король · h1 біла тура | a8 чорна тура · c8 чорний слон · d8 чорний ферзь · e8 чорний король · f8 чорний слон · h8 чорна тура · a7 чорний пішак · b7 чорний пішак · e7 чорний пішак · f7 чорний пішак · g7 чорний пішак · h7 чорний пішак · c6 чорний кінь · d6 чорний пішак · f6 чорний кінь · c4 білий слон · d4 білий кінь · e4 білий пішак · c3 білий кінь · a2 білий пішак · b2 білий пішак · c2 білий пішак · f2 білий пішак · g2 білий пішак · h2 білий пішак · a1 біла тура · c1 білий слон · d1 білий ферзь · e1 білий король · h1 біла тура | a8 чорна тура · c8 чорний слон · d8 чорний ферзь · e8 чорний король · f8 чорний слон · h8 чорна тура · a7 чорний пішак · b7 чорний пішак · e7 чорний пішак · f7 чорний пішак · g7 чорний пішак · h7 чорний пішак · c6 чорний кінь · d6 чорний пішак · f6 чорний кінь · c4 білий слон · d4 білий кінь · e4 білий пішак · c3 білий кінь · a2 білий пішак · b2 білий пішак · c2 білий пішак · f2 білий пішак · g2 білий пішак · h2 білий пішак · a1 біла тура · c1 білий слон · d1 білий ферзь · e1 білий король · h1 біла тура | a8 чорна тура · c8 чорний слон · d8 чорний ферзь · e8 чорний король · f8 чорний слон · h8 чорна тура · a7 чорний пішак · b7 чорний пішак · e7 чорний пішак · f7 чорний пішак · g7 чорний пішак · h7 чорний пішак · c6 чорний кінь · d6 чорний пішак · f6 чорний кінь · c4 білий слон · d4 білий кінь · e4 білий пішак · c3 білий кінь · a2 білий пішак · b2 білий пішак · c2 білий пішак · f2 білий пішак · g2 білий пішак · h2 білий пішак · a1 біла тура · c1 білий слон · d1 білий ферзь · e1 білий король · h1 біла тура | a8 чорна тура · c8 чорний слон · d8 чорний ферзь · e8 чорний король · f8 чорний слон · h8 чорна тура · a7 чорний пішак · b7 чорний пішак · e7 чорний пішак · f7 чорний пішак · g7 чорний пішак · h7 чорний пішак · c6 чорний кінь · d6 чорний пішак · f6 чорний кінь · c4 білий слон · d4 білий кінь · e4 білий пішак · c3 білий кінь · a2 білий пішак · b2 білий пішак · c2 білий пішак · f2 білий пішак · g2 білий пішак · h2 білий пішак · a1 біла тура · c1 білий слон · d1 білий ферзь · e1 білий король · h1 біла тура | a8 чорна тура · c8 чорний слон · d8 чорний ферзь · e8 чорний король · f8 чорний слон · h8 чорна тура · a7 чорний пішак · b7 чорний пішак · e7 чорний пішак · f7 чорний пішак · g7 чорний пішак · h7 чорний пішак · c6 чорний кінь · d6 чорний пішак · f6 чорний кінь · c4 білий слон · d4 білий кінь · e4 білий пішак · c3 білий кінь · a2 білий пішак · b2 білий пішак · c2 білий пішак · f2 білий пішак · g2 білий пішак · h2 білий пішак · a1 біла тура · c1 білий слон · d1 білий ферзь · e1 білий король · h1 біла тура | a8 чорна тура · c8 чорний слон · d8 чорний ферзь · e8 чорний король · f8 чорний слон · h8 чорна тура · a7 чорний пішак · b7 чорний пішак · e7 чорний пішак · f7 чорний пішак · g7 чорний пішак · h7 чорний пішак · c6 чорний кінь · d6 чорний пішак · f6 чорний кінь · c4 білий слон · d4 білий кінь · e4 білий пішак · c3 білий кінь · a2 білий пішак · b2 білий пішак · c2 білий пішак · f2 білий пішак · g2 білий пішак · h2 білий пішак · a1 біла тура · c1 білий слон · d1 білий ферзь · e1 білий король · h1 біла тура | a8 чорна тура · c8 чорний слон · d8 чорний ферзь · e8 чорний король · f8 чорний слон · h8 чорна тура · a7 чорний пішак · b7 чорний пішак · e7 чорний пішак · f7 чорний пішак · g7 чорний пішак · h7 чорний пішак · c6 чорний кінь · d6 чорний пішак · f6 чорний кінь · c4 білий слон · d4 білий кінь · e4 білий пішак · c3 білий кінь · a2 білий пішак · b2 білий пішак · c2 білий пішак · f2 білий пішак · g2 білий пішак · h2 білий пішак · a1 біла тура · c1 білий слон · d1 білий ферзь · e1 білий король · h1 біла тура | 4 |
| 3 | a8 чорна тура · c8 чорний слон · d8 чорний ферзь · e8 чорний король · f8 чорний слон · h8 чорна тура · a7 чорний пішак · b7 чорний пішак · e7 чорний пішак · f7 чорний пішак · g7 чорний пішак · h7 чорний пішак · c6 чорний кінь · d6 чорний пішак · f6 чорний кінь · c4 білий слон · d4 білий кінь · e4 білий пішак · c3 білий кінь · a2 білий пішак · b2 білий пішак · c2 білий пішак · f2 білий пішак · g2 білий пішак · h2 білий пішак · a1 біла тура · c1 білий слон · d1 білий ферзь · e1 білий король · h1 біла тура | a8 чорна тура · c8 чорний слон · d8 чорний ферзь · e8 чорний король · f8 чорний слон · h8 чорна тура · a7 чорний пішак · b7 чорний пішак · e7 чорний пішак · f7 чорний пішак · g7 чорний пішак · h7 чорний пішак · c6 чорний кінь · d6 чорний пішак · f6 чорний кінь · c4 білий слон · d4 білий кінь · e4 білий пішак · c3 білий кінь · a2 білий пішак · b2 білий пішак · c2 білий пішак · f2 білий пішак · g2 білий пішак · h2 білий пішак · a1 біла тура · c1 білий слон · d1 білий ферзь · e1 білий король · h1 біла тура | a8 чорна тура · c8 чорний слон · d8 чорний ферзь · e8 чорний король · f8 чорний слон · h8 чорна тура · a7 чорний пішак · b7 чорний пішак · e7 чорний пішак · f7 чорний пішак · g7 чорний пішак · h7 чорний пішак · c6 чорний кінь · d6 чорний пішак · f6 чорний кінь · c4 білий слон · d4 білий кінь · e4 білий пішак · c3 білий кінь · a2 білий пішак · b2 білий пішак · c2 білий пішак · f2 білий пішак · g2 білий пішак · h2 білий пішак · a1 біла тура · c1 білий слон · d1 білий ферзь · e1 білий король · h1 біла тура | a8 чорна тура · c8 чорний слон · d8 чорний ферзь · e8 чорний король · f8 чорний слон · h8 чорна тура · a7 чорний пішак · b7 чорний пішак · e7 чорний пішак · f7 чорний пішак · g7 чорний пішак · h7 чорний пішак · c6 чорний кінь · d6 чорний пішак · f6 чорний кінь · c4 білий слон · d4 білий кінь · e4 білий пішак · c3 білий кінь · a2 білий пішак · b2 білий пішак · c2 білий пішак · f2 білий пішак · g2 білий пішак · h2 білий пішак · a1 біла тура · c1 білий слон · d1 білий ферзь · e1 білий король · h1 біла тура | a8 чорна тура · c8 чорний слон · d8 чорний ферзь · e8 чорний король · f8 чорний слон · h8 чорна тура · a7 чорний пішак · b7 чорний пішак · e7 чорний пішак · f7 чорний пішак · g7 чорний пішак · h7 чорний пішак · c6 чорний кінь · d6 чорний пішак · f6 чорний кінь · c4 білий слон · d4 білий кінь · e4 білий пішак · c3 білий кінь · a2 білий пішак · b2 білий пішак · c2 білий пішак · f2 білий пішак · g2 білий пішак · h2 білий пішак · a1 біла тура · c1 білий слон · d1 білий ферзь · e1 білий король · h1 біла тура | a8 чорна тура · c8 чорний слон · d8 чорний ферзь · e8 чорний король · f8 чорний слон · h8 чорна тура · a7 чорний пішак · b7 чорний пішак · e7 чорний пішак · f7 чорний пішак · g7 чорний пішак · h7 чорний пішак · c6 чорний кінь · d6 чорний пішак · f6 чорний кінь · c4 білий слон · d4 білий кінь · e4 білий пішак · c3 білий кінь · a2 білий пішак · b2 білий пішак · c2 білий пішак · f2 білий пішак · g2 білий пішак · h2 білий пішак · a1 біла тура · c1 білий слон · d1 білий ферзь · e1 білий король · h1 біла тура | a8 чорна тура · c8 чорний слон · d8 чорний ферзь · e8 чорний король · f8 чорний слон · h8 чорна тура · a7 чорний пішак · b7 чорний пішак · e7 чорний пішак · f7 чорний пішак · g7 чорний пішак · h7 чорний пішак · c6 чорний кінь · d6 чорний пішак · f6 чорний кінь · c4 білий слон · d4 білий кінь · e4 білий пішак · c3 білий кінь · a2 білий пішак · b2 білий пішак · c2 білий пішак · f2 білий пішак · g2 білий пішак · h2 білий пішак · a1 біла тура · c1 білий слон · d1 білий ферзь · e1 білий король · h1 біла тура | a8 чорна тура · c8 чорний слон · d8 чорний ферзь · e8 чорний король · f8 чорний слон · h8 чорна тура · a7 чорний пішак · b7 чорний пішак · e7 чорний пішак · f7 чорний пішак · g7 чорний пішак · h7 чорний пішак · c6 чорний кінь · d6 чорний пішак · f6 чорний кінь · c4 білий слон · d4 білий кінь · e4 білий пішак · c3 білий кінь · a2 білий пішак · b2 білий пішак · c2 білий пішак · f2 білий пішак · g2 білий пішак · h2 білий пішак · a1 біла тура · c1 білий слон · d1 білий ферзь · e1 білий король · h1 біла тура | 3 |
| 2 | a8 чорна тура · c8 чорний слон · d8 чорний ферзь · e8 чорний король · f8 чорний слон · h8 чорна тура · a7 чорний пішак · b7 чорний пішак · e7 чорний пішак · f7 чорний пішак · g7 чорний пішак · h7 чорний пішак · c6 чорний кінь · d6 чорний пішак · f6 чорний кінь · c4 білий слон · d4 білий кінь · e4 білий пішак · c3 білий кінь · a2 білий пішак · b2 білий пішак · c2 білий пішак · f2 білий пішак · g2 білий пішак · h2 білий пішак · a1 біла тура · c1 білий слон · d1 білий ферзь · e1 білий король · h1 біла тура | a8 чорна тура · c8 чорний слон · d8 чорний ферзь · e8 чорний король · f8 чорний слон · h8 чорна тура · a7 чорний пішак · b7 чорний пішак · e7 чорний пішак · f7 чорний пішак · g7 чорний пішак · h7 чорний пішак · c6 чорний кінь · d6 чорний пішак · f6 чорний кінь · c4 білий слон · d4 білий кінь · e4 білий пішак · c3 білий кінь · a2 білий пішак · b2 білий пішак · c2 білий пішак · f2 білий пішак · g2 білий пішак · h2 білий пішак · a1 біла тура · c1 білий слон · d1 білий ферзь · e1 білий король · h1 біла тура | a8 чорна тура · c8 чорний слон · d8 чорний ферзь · e8 чорний король · f8 чорний слон · h8 чорна тура · a7 чорний пішак · b7 чорний пішак · e7 чорний пішак · f7 чорний пішак · g7 чорний пішак · h7 чорний пішак · c6 чорний кінь · d6 чорний пішак · f6 чорний кінь · c4 білий слон · d4 білий кінь · e4 білий пішак · c3 білий кінь · a2 білий пішак · b2 білий пішак · c2 білий пішак · f2 білий пішак · g2 білий пішак · h2 білий пішак · a1 біла тура · c1 білий слон · d1 білий ферзь · e1 білий король · h1 біла тура | a8 чорна тура · c8 чорний слон · d8 чорний ферзь · e8 чорний король · f8 чорний слон · h8 чорна тура · a7 чорний пішак · b7 чорний пішак · e7 чорний пішак · f7 чорний пішак · g7 чорний пішак · h7 чорний пішак · c6 чорний кінь · d6 чорний пішак · f6 чорний кінь · c4 білий слон · d4 білий кінь · e4 білий пішак · c3 білий кінь · a2 білий пішак · b2 білий пішак · c2 білий пішак · f2 білий пішак · g2 білий пішак · h2 білий пішак · a1 біла тура · c1 білий слон · d1 білий ферзь · e1 білий король · h1 біла тура | a8 чорна тура · c8 чорний слон · d8 чорний ферзь · e8 чорний король · f8 чорний слон · h8 чорна тура · a7 чорний пішак · b7 чорний пішак · e7 чорний пішак · f7 чорний пішак · g7 чорний пішак · h7 чорний пішак · c6 чорний кінь · d6 чорний пішак · f6 чорний кінь · c4 білий слон · d4 білий кінь · e4 білий пішак · c3 білий кінь · a2 білий пішак · b2 білий пішак · c2 білий пішак · f2 білий пішак · g2 білий пішак · h2 білий пішак · a1 біла тура · c1 білий слон · d1 білий ферзь · e1 білий король · h1 біла тура | a8 чорна тура · c8 чорний слон · d8 чорний ферзь · e8 чорний король · f8 чорний слон · h8 чорна тура · a7 чорний пішак · b7 чорний пішак · e7 чорний пішак · f7 чорний пішак · g7 чорний пішак · h7 чорний пішак · c6 чорний кінь · d6 чорний пішак · f6 чорний кінь · c4 білий слон · d4 білий кінь · e4 білий пішак · c3 білий кінь · a2 білий пішак · b2 білий пішак · c2 білий пішак · f2 білий пішак · g2 білий пішак · h2 білий пішак · a1 біла тура · c1 білий слон · d1 білий ферзь · e1 білий король · h1 біла тура | a8 чорна тура · c8 чорний слон · d8 чорний ферзь · e8 чорний король · f8 чорний слон · h8 чорна тура · a7 чорний пішак · b7 чорний пішак · e7 чорний пішак · f7 чорний пішак · g7 чорний пішак · h7 чорний пішак · c6 чорний кінь · d6 чорний пішак · f6 чорний кінь · c4 білий слон · d4 білий кінь · e4 білий пішак · c3 білий кінь · a2 білий пішак · b2 білий пішак · c2 білий пішак · f2 білий пішак · g2 білий пішак · h2 білий пішак · a1 біла тура · c1 білий слон · d1 білий ферзь · e1 білий король · h1 біла тура | a8 чорна тура · c8 чорний слон · d8 чорний ферзь · e8 чорний король · f8 чорний слон · h8 чорна тура · a7 чорний пішак · b7 чорний пішак · e7 чорний пішак · f7 чорний пішак · g7 чорний пішак · h7 чорний пішак · c6 чорний кінь · d6 чорний пішак · f6 чорний кінь · c4 білий слон · d4 білий кінь · e4 білий пішак · c3 білий кінь · a2 білий пішак · b2 білий пішак · c2 білий пішак · f2 білий пішак · g2 білий пішак · h2 білий пішак · a1 біла тура · c1 білий слон · d1 білий ферзь · e1 білий король · h1 біла тура | 2 |
| 1 | a8 чорна тура · c8 чорний слон · d8 чорний ферзь · e8 чорний король · f8 чорний слон · h8 чорна тура · a7 чорний пішак · b7 чорний пішак · e7 чорний пішак · f7 чорний пішак · g7 чорний пішак · h7 чорний пішак · c6 чорний кінь · d6 чорний пішак · f6 чорний кінь · c4 білий слон · d4 білий кінь · e4 білий пішак · c3 білий кінь · a2 білий пішак · b2 білий пішак · c2 білий пішак · f2 білий пішак · g2 білий пішак · h2 білий пішак · a1 біла тура · c1 білий слон · d1 білий ферзь · e1 білий король · h1 біла тура | a8 чорна тура · c8 чорний слон · d8 чорний ферзь · e8 чорний король · f8 чорний слон · h8 чорна тура · a7 чорний пішак · b7 чорний пішак · e7 чорний пішак · f7 чорний пішак · g7 чорний пішак · h7 чорний пішак · c6 чорний кінь · d6 чорний пішак · f6 чорний кінь · c4 білий слон · d4 білий кінь · e4 білий пішак · c3 білий кінь · a2 білий пішак · b2 білий пішак · c2 білий пішак · f2 білий пішак · g2 білий пішак · h2 білий пішак · a1 біла тура · c1 білий слон · d1 білий ферзь · e1 білий король · h1 біла тура | a8 чорна тура · c8 чорний слон · d8 чорний ферзь · e8 чорний король · f8 чорний слон · h8 чорна тура · a7 чорний пішак · b7 чорний пішак · e7 чорний пішак · f7 чорний пішак · g7 чорний пішак · h7 чорний пішак · c6 чорний кінь · d6 чорний пішак · f6 чорний кінь · c4 білий слон · d4 білий кінь · e4 білий пішак · c3 білий кінь · a2 білий пішак · b2 білий пішак · c2 білий пішак · f2 білий пішак · g2 білий пішак · h2 білий пішак · a1 біла тура · c1 білий слон · d1 білий ферзь · e1 білий король · h1 біла тура | a8 чорна тура · c8 чорний слон · d8 чорний ферзь · e8 чорний король · f8 чорний слон · h8 чорна тура · a7 чорний пішак · b7 чорний пішак · e7 чорний пішак · f7 чорний пішак · g7 чорний пішак · h7 чорний пішак · c6 чорний кінь · d6 чорний пішак · f6 чорний кінь · c4 білий слон · d4 білий кінь · e4 білий пішак · c3 білий кінь · a2 білий пішак · b2 білий пішак · c2 білий пішак · f2 білий пішак · g2 білий пішак · h2 білий пішак · a1 біла тура · c1 білий слон · d1 білий ферзь · e1 білий король · h1 біла тура | a8 чорна тура · c8 чорний слон · d8 чорний ферзь · e8 чорний король · f8 чорний слон · h8 чорна тура · a7 чорний пішак · b7 чорний пішак · e7 чорний пішак · f7 чорний пішак · g7 чорний пішак · h7 чорний пішак · c6 чорний кінь · d6 чорний пішак · f6 чорний кінь · c4 білий слон · d4 білий кінь · e4 білий пішак · c3 білий кінь · a2 білий пішак · b2 білий пішак · c2 білий пішак · f2 білий пішак · g2 білий пішак · h2 білий пішак · a1 біла тура · c1 білий слон · d1 білий ферзь · e1 білий король · h1 біла тура | a8 чорна тура · c8 чорний слон · d8 чорний ферзь · e8 чорний король · f8 чорний слон · h8 чорна тура · a7 чорний пішак · b7 чорний пішак · e7 чорний пішак · f7 чорний пішак · g7 чорний пішак · h7 чорний пішак · c6 чорний кінь · d6 чорний пішак · f6 чорний кінь · c4 білий слон · d4 білий кінь · e4 білий пішак · c3 білий кінь · a2 білий пішак · b2 білий пішак · c2 білий пішак · f2 білий пішак · g2 білий пішак · h2 білий пішак · a1 біла тура · c1 білий слон · d1 білий ферзь · e1 білий король · h1 біла тура | a8 чорна тура · c8 чорний слон · d8 чорний ферзь · e8 чорний король · f8 чорний слон · h8 чорна тура · a7 чорний пішак · b7 чорний пішак · e7 чорний пішак · f7 чорний пішак · g7 чорний пішак · h7 чорний пішак · c6 чорний кінь · d6 чорний пішак · f6 чорний кінь · c4 білий слон · d4 білий кінь · e4 білий пішак · c3 білий кінь · a2 білий пішак · b2 білий пішак · c2 білий пішак · f2 білий пішак · g2 білий пішак · h2 білий пішак · a1 біла тура · c1 білий слон · d1 білий ферзь · e1 білий король · h1 біла тура | a8 чорна тура · c8 чорний слон · d8 чорний ферзь · e8 чорний король · f8 чорний слон · h8 чорна тура · a7 чорний пішак · b7 чорний пішак · e7 чорний пішак · f7 чорний пішак · g7 чорний пішак · h7 чорний пішак · c6 чорний кінь · d6 чорний пішак · f6 чорний кінь · c4 білий слон · d4 білий кінь · e4 білий пішак · c3 білий кінь · a2 білий пішак · b2 білий пішак · c2 білий пішак · f2 білий пішак · g2 білий пішак · h2 білий пішак · a1 біла тура · c1 білий слон · d1 білий ферзь · e1 білий король · h1 біла тура | 1 |
|   | a | b | c | d | e | f | g | h |   |

### Атака Созіна в сицилійському захисті
Атака Созіна (також називається варіантом Созіна або атакою Фішера-Созіна) полягає в ході 6.Сc4 проти класичного варіанту сицилійського захисту. Созін був не першим гравцем, що застосовував цей хід — приклади можна знайти ще в ХІХ ст. — тим не менш, він був одним із перших, хто обґрунтував розвиток пішака f на f5 для вчинення тиску проти чорних на клітинці e6 після звичної відповіді 6…e6.
Созін розігрував цей варіант у 1930-х, але поширення він набув з 1950-х, коли до нього нерідко став звертатися Боббі Фішер. Американський чемпіон оновив і розвинув ідеї Созіна, що виразилось у зміні назви варіанту. На відміну від класичного розвитку атаки, де відбувається коротка рокіровка, інше можливе продовження, назване ім'ям Драголюба Веліміровича, передбачає ходи 7.Be3, 8.Qe2, 9.O-O-O з різким нападом на королівський фланг чорних.
Подібним чином можна грати проти варіанту Найдорфа в сицилійському захисті. Тут чорні грають 5…a6 замість 5…Кc6; в такому випадку атаку 6.Сc4 іноді називають варіантом Созіна-Найдорфа. Попри те, що позиція в цьому варіанті може змінитися на класичну для атаки Созіна, чорні мають й інші опції, наприклад, розвиток ферзевого коня на d7. Така лінія розвитку була до вподоби Фішерові, який відповідав зазвичай негайним 7.Сb3.

### Варіант Созіна у відхиленому ферзевому гамбіті
|   | a | b | c | d | e | f | g | h |   |
| 8 | a8 чорна тура · c8 чорний слон · d8 чорний ферзь · e8 чорний король · f8 чорний слон · h8 чорна тура · f7 чорний пішак · g7 чорний пішак · h7 чорний пішак · a6 чорний пішак · e6 чорний пішак · f6 чорний кінь · b5 білий кінь · e5 чорний кінь · d4 чорний пішак · d3 білий слон · f3 білий кінь · a2 білий пішак · b2 білий пішак · f2 білий пішак · g2 білий пішак · h2 білий пішак · a1 біла тура · c1 білий слон · d1 білий ферзь · e1 білий король · h1 біла тура | a8 чорна тура · c8 чорний слон · d8 чорний ферзь · e8 чорний король · f8 чорний слон · h8 чорна тура · f7 чорний пішак · g7 чорний пішак · h7 чорний пішак · a6 чорний пішак · e6 чорний пішак · f6 чорний кінь · b5 білий кінь · e5 чорний кінь · d4 чорний пішак · d3 білий слон · f3 білий кінь · a2 білий пішак · b2 білий пішак · f2 білий пішак · g2 білий пішак · h2 білий пішак · a1 біла тура · c1 білий слон · d1 білий ферзь · e1 білий король · h1 біла тура | a8 чорна тура · c8 чорний слон · d8 чорний ферзь · e8 чорний король · f8 чорний слон · h8 чорна тура · f7 чорний пішак · g7 чорний пішак · h7 чорний пішак · a6 чорний пішак · e6 чорний пішак · f6 чорний кінь · b5 білий кінь · e5 чорний кінь · d4 чорний пішак · d3 білий слон · f3 білий кінь · a2 білий пішак · b2 білий пішак · f2 білий пішак · g2 білий пішак · h2 білий пішак · a1 біла тура · c1 білий слон · d1 білий ферзь · e1 білий король · h1 біла тура | a8 чорна тура · c8 чорний слон · d8 чорний ферзь · e8 чорний король · f8 чорний слон · h8 чорна тура · f7 чорний пішак · g7 чорний пішак · h7 чорний пішак · a6 чорний пішак · e6 чорний пішак · f6 чорний кінь · b5 білий кінь · e5 чорний кінь · d4 чорний пішак · d3 білий слон · f3 білий кінь · a2 білий пішак · b2 білий пішак · f2 білий пішак · g2 білий пішак · h2 білий пішак · a1 біла тура · c1 білий слон · d1 білий ферзь · e1 білий король · h1 біла тура | a8 чорна тура · c8 чорний слон · d8 чорний ферзь · e8 чорний король · f8 чорний слон · h8 чорна тура · f7 чорний пішак · g7 чорний пішак · h7 чорний пішак · a6 чорний пішак · e6 чорний пішак · f6 чорний кінь · b5 білий кінь · e5 чорний кінь · d4 чорний пішак · d3 білий слон · f3 білий кінь · a2 білий пішак · b2 білий пішак · f2 білий пішак · g2 білий пішак · h2 білий пішак · a1 біла тура · c1 білий слон · d1 білий ферзь · e1 білий король · h1 біла тура | a8 чорна тура · c8 чорний слон · d8 чорний ферзь · e8 чорний король · f8 чорний слон · h8 чорна тура · f7 чорний пішак · g7 чорний пішак · h7 чорний пішак · a6 чорний пішак · e6 чорний пішак · f6 чорний кінь · b5 білий кінь · e5 чорний кінь · d4 чорний пішак · d3 білий слон · f3 білий кінь · a2 білий пішак · b2 білий пішак · f2 білий пішак · g2 білий пішак · h2 білий пішак · a1 біла тура · c1 білий слон · d1 білий ферзь · e1 білий король · h1 біла тура | a8 чорна тура · c8 чорний слон · d8 чорний ферзь · e8 чорний король · f8 чорний слон · h8 чорна тура · f7 чорний пішак · g7 чорний пішак · h7 чорний пішак · a6 чорний пішак · e6 чорний пішак · f6 чорний кінь · b5 білий кінь · e5 чорний кінь · d4 чорний пішак · d3 білий слон · f3 білий кінь · a2 білий пішак · b2 білий пішак · f2 білий пішак · g2 білий пішак · h2 білий пішак · a1 біла тура · c1 білий слон · d1 білий ферзь · e1 білий король · h1 біла тура | a8 чорна тура · c8 чорний слон · d8 чорний ферзь · e8 чорний король · f8 чорний слон · h8 чорна тура · f7 чорний пішак · g7 чорний пішак · h7 чорний пішак · a6 чорний пішак · e6 чорний пішак · f6 чорний кінь · b5 білий кінь · e5 чорний кінь · d4 чорний пішак · d3 білий слон · f3 білий кінь · a2 білий пішак · b2 білий пішак · f2 білий пішак · g2 білий пішак · h2 білий пішак · a1 біла тура · c1 білий слон · d1 білий ферзь · e1 білий король · h1 біла тура | 8 |
| 7 | a8 чорна тура · c8 чорний слон · d8 чорний ферзь · e8 чорний король · f8 чорний слон · h8 чорна тура · f7 чорний пішак · g7 чорний пішак · h7 чорний пішак · a6 чорний пішак · e6 чорний пішак · f6 чорний кінь · b5 білий кінь · e5 чорний кінь · d4 чорний пішак · d3 білий слон · f3 білий кінь · a2 білий пішак · b2 білий пішак · f2 білий пішак · g2 білий пішак · h2 білий пішак · a1 біла тура · c1 білий слон · d1 білий ферзь · e1 білий король · h1 біла тура | a8 чорна тура · c8 чорний слон · d8 чорний ферзь · e8 чорний король · f8 чорний слон · h8 чорна тура · f7 чорний пішак · g7 чорний пішак · h7 чорний пішак · a6 чорний пішак · e6 чорний пішак · f6 чорний кінь · b5 білий кінь · e5 чорний кінь · d4 чорний пішак · d3 білий слон · f3 білий кінь · a2 білий пішак · b2 білий пішак · f2 білий пішак · g2 білий пішак · h2 білий пішак · a1 біла тура · c1 білий слон · d1 білий ферзь · e1 білий король · h1 біла тура | a8 чорна тура · c8 чорний слон · d8 чорний ферзь · e8 чорний король · f8 чорний слон · h8 чорна тура · f7 чорний пішак · g7 чорний пішак · h7 чорний пішак · a6 чорний пішак · e6 чорний пішак · f6 чорний кінь · b5 білий кінь · e5 чорний кінь · d4 чорний пішак · d3 білий слон · f3 білий кінь · a2 білий пішак · b2 білий пішак · f2 білий пішак · g2 білий пішак · h2 білий пішак · a1 біла тура · c1 білий слон · d1 білий ферзь · e1 білий король · h1 біла тура | a8 чорна тура · c8 чорний слон · d8 чорний ферзь · e8 чорний король · f8 чорний слон · h8 чорна тура · f7 чорний пішак · g7 чорний пішак · h7 чорний пішак · a6 чорний пішак · e6 чорний пішак · f6 чорний кінь · b5 білий кінь · e5 чорний кінь · d4 чорний пішак · d3 білий слон · f3 білий кінь · a2 білий пішак · b2 білий пішак · f2 білий пішак · g2 білий пішак · h2 білий пішак · a1 біла тура · c1 білий слон · d1 білий ферзь · e1 білий король · h1 біла тура | a8 чорна тура · c8 чорний слон · d8 чорний ферзь · e8 чорний король · f8 чорний слон · h8 чорна тура · f7 чорний пішак · g7 чорний пішак · h7 чорний пішак · a6 чорний пішак · e6 чорний пішак · f6 чорний кінь · b5 білий кінь · e5 чорний кінь · d4 чорний пішак · d3 білий слон · f3 білий кінь · a2 білий пішак · b2 білий пішак · f2 білий пішак · g2 білий пішак · h2 білий пішак · a1 біла тура · c1 білий слон · d1 білий ферзь · e1 білий король · h1 біла тура | a8 чорна тура · c8 чорний слон · d8 чорний ферзь · e8 чорний король · f8 чорний слон · h8 чорна тура · f7 чорний пішак · g7 чорний пішак · h7 чорний пішак · a6 чорний пішак · e6 чорний пішак · f6 чорний кінь · b5 білий кінь · e5 чорний кінь · d4 чорний пішак · d3 білий слон · f3 білий кінь · a2 білий пішак · b2 білий пішак · f2 білий пішак · g2 білий пішак · h2 білий пішак · a1 біла тура · c1 білий слон · d1 білий ферзь · e1 білий король · h1 біла тура | a8 чорна тура · c8 чорний слон · d8 чорний ферзь · e8 чорний король · f8 чорний слон · h8 чорна тура · f7 чорний пішак · g7 чорний пішак · h7 чорний пішак · a6 чорний пішак · e6 чорний пішак · f6 чорний кінь · b5 білий кінь · e5 чорний кінь · d4 чорний пішак · d3 білий слон · f3 білий кінь · a2 білий пішак · b2 білий пішак · f2 білий пішак · g2 білий пішак · h2 білий пішак · a1 біла тура · c1 білий слон · d1 білий ферзь · e1 білий король · h1 біла тура | a8 чорна тура · c8 чорний слон · d8 чорний ферзь · e8 чорний король · f8 чорний слон · h8 чорна тура · f7 чорний пішак · g7 чорний пішак · h7 чорний пішак · a6 чорний пішак · e6 чорний пішак · f6 чорний кінь · b5 білий кінь · e5 чорний кінь · d4 чорний пішак · d3 білий слон · f3 білий кінь · a2 білий пішак · b2 білий пішак · f2 білий пішак · g2 білий пішак · h2 білий пішак · a1 біла тура · c1 білий слон · d1 білий ферзь · e1 білий король · h1 біла тура | 7 |
| 6 | a8 чорна тура · c8 чорний слон · d8 чорний ферзь · e8 чорний король · f8 чорний слон · h8 чорна тура · f7 чорний пішак · g7 чорний пішак · h7 чорний пішак · a6 чорний пішак · e6 чорний пішак · f6 чорний кінь · b5 білий кінь · e5 чорний кінь · d4 чорний пішак · d3 білий слон · f3 білий кінь · a2 білий пішак · b2 білий пішак · f2 білий пішак · g2 білий пішак · h2 білий пішак · a1 біла тура · c1 білий слон · d1 білий ферзь · e1 білий король · h1 біла тура | a8 чорна тура · c8 чорний слон · d8 чорний ферзь · e8 чорний король · f8 чорний слон · h8 чорна тура · f7 чорний пішак · g7 чорний пішак · h7 чорний пішак · a6 чорний пішак · e6 чорний пішак · f6 чорний кінь · b5 білий кінь · e5 чорний кінь · d4 чорний пішак · d3 білий слон · f3 білий кінь · a2 білий пішак · b2 білий пішак · f2 білий пішак · g2 білий пішак · h2 білий пішак · a1 біла тура · c1 білий слон · d1 білий ферзь · e1 білий король · h1 біла тура | a8 чорна тура · c8 чорний слон · d8 чорний ферзь · e8 чорний король · f8 чорний слон · h8 чорна тура · f7 чорний пішак · g7 чорний пішак · h7 чорний пішак · a6 чорний пішак · e6 чорний пішак · f6 чорний кінь · b5 білий кінь · e5 чорний кінь · d4 чорний пішак · d3 білий слон · f3 білий кінь · a2 білий пішак · b2 білий пішак · f2 білий пішак · g2 білий пішак · h2 білий пішак · a1 біла тура · c1 білий слон · d1 білий ферзь · e1 білий король · h1 біла тура | a8 чорна тура · c8 чорний слон · d8 чорний ферзь · e8 чорний король · f8 чорний слон · h8 чорна тура · f7 чорний пішак · g7 чорний пішак · h7 чорний пішак · a6 чорний пішак · e6 чорний пішак · f6 чорний кінь · b5 білий кінь · e5 чорний кінь · d4 чорний пішак · d3 білий слон · f3 білий кінь · a2 білий пішак · b2 білий пішак · f2 білий пішак · g2 білий пішак · h2 білий пішак · a1 біла тура · c1 білий слон · d1 білий ферзь · e1 білий король · h1 біла тура | a8 чорна тура · c8 чорний слон · d8 чорний ферзь · e8 чорний король · f8 чорний слон · h8 чорна тура · f7 чорний пішак · g7 чорний пішак · h7 чорний пішак · a6 чорний пішак · e6 чорний пішак · f6 чорний кінь · b5 білий кінь · e5 чорний кінь · d4 чорний пішак · d3 білий слон · f3 білий кінь · a2 білий пішак · b2 білий пішак · f2 білий пішак · g2 білий пішак · h2 білий пішак · a1 біла тура · c1 білий слон · d1 білий ферзь · e1 білий король · h1 біла тура | a8 чорна тура · c8 чорний слон · d8 чорний ферзь · e8 чорний король · f8 чорний слон · h8 чорна тура · f7 чорний пішак · g7 чорний пішак · h7 чорний пішак · a6 чорний пішак · e6 чорний пішак · f6 чорний кінь · b5 білий кінь · e5 чорний кінь · d4 чорний пішак · d3 білий слон · f3 білий кінь · a2 білий пішак · b2 білий пішак · f2 білий пішак · g2 білий пішак · h2 білий пішак · a1 біла тура · c1 білий слон · d1 білий ферзь · e1 білий король · h1 біла тура | a8 чорна тура · c8 чорний слон · d8 чорний ферзь · e8 чорний король · f8 чорний слон · h8 чорна тура · f7 чорний пішак · g7 чорний пішак · h7 чорний пішак · a6 чорний пішак · e6 чорний пішак · f6 чорний кінь · b5 білий кінь · e5 чорний кінь · d4 чорний пішак · d3 білий слон · f3 білий кінь · a2 білий пішак · b2 білий пішак · f2 білий пішак · g2 білий пішак · h2 білий пішак · a1 біла тура · c1 білий слон · d1 білий ферзь · e1 білий король · h1 біла тура | a8 чорна тура · c8 чорний слон · d8 чорний ферзь · e8 чорний король · f8 чорний слон · h8 чорна тура · f7 чорний пішак · g7 чорний пішак · h7 чорний пішак · a6 чорний пішак · e6 чорний пішак · f6 чорний кінь · b5 білий кінь · e5 чорний кінь · d4 чорний пішак · d3 білий слон · f3 білий кінь · a2 білий пішак · b2 білий пішак · f2 білий пішак · g2 білий пішак · h2 білий пішак · a1 біла тура · c1 білий слон · d1 білий ферзь · e1 білий король · h1 біла тура | 6 |
| 5 | a8 чорна тура · c8 чорний слон · d8 чорний ферзь · e8 чорний король · f8 чорний слон · h8 чорна тура · f7 чорний пішак · g7 чорний пішак · h7 чорний пішак · a6 чорний пішак · e6 чорний пішак · f6 чорний кінь · b5 білий кінь · e5 чорний кінь · d4 чорний пішак · d3 білий слон · f3 білий кінь · a2 білий пішак · b2 білий пішак · f2 білий пішак · g2 білий пішак · h2 білий пішак · a1 біла тура · c1 білий слон · d1 білий ферзь · e1 білий король · h1 біла тура | a8 чорна тура · c8 чорний слон · d8 чорний ферзь · e8 чорний король · f8 чорний слон · h8 чорна тура · f7 чорний пішак · g7 чорний пішак · h7 чорний пішак · a6 чорний пішак · e6 чорний пішак · f6 чорний кінь · b5 білий кінь · e5 чорний кінь · d4 чорний пішак · d3 білий слон · f3 білий кінь · a2 білий пішак · b2 білий пішак · f2 білий пішак · g2 білий пішак · h2 білий пішак · a1 біла тура · c1 білий слон · d1 білий ферзь · e1 білий король · h1 біла тура | a8 чорна тура · c8 чорний слон · d8 чорний ферзь · e8 чорний король · f8 чорний слон · h8 чорна тура · f7 чорний пішак · g7 чорний пішак · h7 чорний пішак · a6 чорний пішак · e6 чорний пішак · f6 чорний кінь · b5 білий кінь · e5 чорний кінь · d4 чорний пішак · d3 білий слон · f3 білий кінь · a2 білий пішак · b2 білий пішак · f2 білий пішак · g2 білий пішак · h2 білий пішак · a1 біла тура · c1 білий слон · d1 білий ферзь · e1 білий король · h1 біла тура | a8 чорна тура · c8 чорний слон · d8 чорний ферзь · e8 чорний король · f8 чорний слон · h8 чорна тура · f7 чорний пішак · g7 чорний пішак · h7 чорний пішак · a6 чорний пішак · e6 чорний пішак · f6 чорний кінь · b5 білий кінь · e5 чорний кінь · d4 чорний пішак · d3 білий слон · f3 білий кінь · a2 білий пішак · b2 білий пішак · f2 білий пішак · g2 білий пішак · h2 білий пішак · a1 біла тура · c1 білий слон · d1 білий ферзь · e1 білий король · h1 біла тура | a8 чорна тура · c8 чорний слон · d8 чорний ферзь · e8 чорний король · f8 чорний слон · h8 чорна тура · f7 чорний пішак · g7 чорний пішак · h7 чорний пішак · a6 чорний пішак · e6 чорний пішак · f6 чорний кінь · b5 білий кінь · e5 чорний кінь · d4 чорний пішак · d3 білий слон · f3 білий кінь · a2 білий пішак · b2 білий пішак · f2 білий пішак · g2 білий пішак · h2 білий пішак · a1 біла тура · c1 білий слон · d1 білий ферзь · e1 білий король · h1 біла тура | a8 чорна тура · c8 чорний слон · d8 чорний ферзь · e8 чорний король · f8 чорний слон · h8 чорна тура · f7 чорний пішак · g7 чорний пішак · h7 чорний пішак · a6 чорний пішак · e6 чорний пішак · f6 чорний кінь · b5 білий кінь · e5 чорний кінь · d4 чорний пішак · d3 білий слон · f3 білий кінь · a2 білий пішак · b2 білий пішак · f2 білий пішак · g2 білий пішак · h2 білий пішак · a1 біла тура · c1 білий слон · d1 білий ферзь · e1 білий король · h1 біла тура | a8 чорна тура · c8 чорний слон · d8 чорний ферзь · e8 чорний король · f8 чорний слон · h8 чорна тура · f7 чорний пішак · g7 чорний пішак · h7 чорний пішак · a6 чорний пішак · e6 чорний пішак · f6 чорний кінь · b5 білий кінь · e5 чорний кінь · d4 чорний пішак · d3 білий слон · f3 білий кінь · a2 білий пішак · b2 білий пішак · f2 білий пішак · g2 білий пішак · h2 білий пішак · a1 біла тура · c1 білий слон · d1 білий ферзь · e1 білий король · h1 біла тура | a8 чорна тура · c8 чорний слон · d8 чорний ферзь · e8 чорний король · f8 чорний слон · h8 чорна тура · f7 чорний пішак · g7 чорний пішак · h7 чорний пішак · a6 чорний пішак · e6 чорний пішак · f6 чорний кінь · b5 білий кінь · e5 чорний кінь · d4 чорний пішак · d3 білий слон · f3 білий кінь · a2 білий пішак · b2 білий пішак · f2 білий пішак · g2 білий пішак · h2 білий пішак · a1 біла тура · c1 білий слон · d1 білий ферзь · e1 білий король · h1 біла тура | 5 |
| 4 | a8 чорна тура · c8 чорний слон · d8 чорний ферзь · e8 чорний король · f8 чорний слон · h8 чорна тура · f7 чорний пішак · g7 чорний пішак · h7 чорний пішак · a6 чорний пішак · e6 чорний пішак · f6 чорний кінь · b5 білий кінь · e5 чорний кінь · d4 чорний пішак · d3 білий слон · f3 білий кінь · a2 білий пішак · b2 білий пішак · f2 білий пішак · g2 білий пішак · h2 білий пішак · a1 біла тура · c1 білий слон · d1 білий ферзь · e1 білий король · h1 біла тура | a8 чорна тура · c8 чорний слон · d8 чорний ферзь · e8 чорний король · f8 чорний слон · h8 чорна тура · f7 чорний пішак · g7 чорний пішак · h7 чорний пішак · a6 чорний пішак · e6 чорний пішак · f6 чорний кінь · b5 білий кінь · e5 чорний кінь · d4 чорний пішак · d3 білий слон · f3 білий кінь · a2 білий пішак · b2 білий пішак · f2 білий пішак · g2 білий пішак · h2 білий пішак · a1 біла тура · c1 білий слон · d1 білий ферзь · e1 білий король · h1 біла тура | a8 чорна тура · c8 чорний слон · d8 чорний ферзь · e8 чорний король · f8 чорний слон · h8 чорна тура · f7 чорний пішак · g7 чорний пішак · h7 чорний пішак · a6 чорний пішак · e6 чорний пішак · f6 чорний кінь · b5 білий кінь · e5 чорний кінь · d4 чорний пішак · d3 білий слон · f3 білий кінь · a2 білий пішак · b2 білий пішак · f2 білий пішак · g2 білий пішак · h2 білий пішак · a1 біла тура · c1 білий слон · d1 білий ферзь · e1 білий король · h1 біла тура | a8 чорна тура · c8 чорний слон · d8 чорний ферзь · e8 чорний король · f8 чорний слон · h8 чорна тура · f7 чорний пішак · g7 чорний пішак · h7 чорний пішак · a6 чорний пішак · e6 чорний пішак · f6 чорний кінь · b5 білий кінь · e5 чорний кінь · d4 чорний пішак · d3 білий слон · f3 білий кінь · a2 білий пішак · b2 білий пішак · f2 білий пішак · g2 білий пішак · h2 білий пішак · a1 біла тура · c1 білий слон · d1 білий ферзь · e1 білий король · h1 біла тура | a8 чорна тура · c8 чорний слон · d8 чорний ферзь · e8 чорний король · f8 чорний слон · h8 чорна тура · f7 чорний пішак · g7 чорний пішак · h7 чорний пішак · a6 чорний пішак · e6 чорний пішак · f6 чорний кінь · b5 білий кінь · e5 чорний кінь · d4 чорний пішак · d3 білий слон · f3 білий кінь · a2 білий пішак · b2 білий пішак · f2 білий пішак · g2 білий пішак · h2 білий пішак · a1 біла тура · c1 білий слон · d1 білий ферзь · e1 білий король · h1 біла тура | a8 чорна тура · c8 чорний слон · d8 чорний ферзь · e8 чорний король · f8 чорний слон · h8 чорна тура · f7 чорний пішак · g7 чорний пішак · h7 чорний пішак · a6 чорний пішак · e6 чорний пішак · f6 чорний кінь · b5 білий кінь · e5 чорний кінь · d4 чорний пішак · d3 білий слон · f3 білий кінь · a2 білий пішак · b2 білий пішак · f2 білий пішак · g2 білий пішак · h2 білий пішак · a1 біла тура · c1 білий слон · d1 білий ферзь · e1 білий король · h1 біла тура | a8 чорна тура · c8 чорний слон · d8 чорний ферзь · e8 чорний король · f8 чорний слон · h8 чорна тура · f7 чорний пішак · g7 чорний пішак · h7 чорний пішак · a6 чорний пішак · e6 чорний пішак · f6 чорний кінь · b5 білий кінь · e5 чорний кінь · d4 чорний пішак · d3 білий слон · f3 білий кінь · a2 білий пішак · b2 білий пішак · f2 білий пішак · g2 білий пішак · h2 білий пішак · a1 біла тура · c1 білий слон · d1 білий ферзь · e1 білий король · h1 біла тура | a8 чорна тура · c8 чорний слон · d8 чорний ферзь · e8 чорний король · f8 чорний слон · h8 чорна тура · f7 чорний пішак · g7 чорний пішак · h7 чорний пішак · a6 чорний пішак · e6 чорний пішак · f6 чорний кінь · b5 білий кінь · e5 чорний кінь · d4 чорний пішак · d3 білий слон · f3 білий кінь · a2 білий пішак · b2 білий пішак · f2 білий пішак · g2 білий пішак · h2 білий пішак · a1 біла тура · c1 білий слон · d1 білий ферзь · e1 білий король · h1 біла тура | 4 |
| 3 | a8 чорна тура · c8 чорний слон · d8 чорний ферзь · e8 чорний король · f8 чорний слон · h8 чорна тура · f7 чорний пішак · g7 чорний пішак · h7 чорний пішак · a6 чорний пішак · e6 чорний пішак · f6 чорний кінь · b5 білий кінь · e5 чорний кінь · d4 чорний пішак · d3 білий слон · f3 білий кінь · a2 білий пішак · b2 білий пішак · f2 білий пішак · g2 білий пішак · h2 білий пішак · a1 біла тура · c1 білий слон · d1 білий ферзь · e1 білий король · h1 біла тура | a8 чорна тура · c8 чорний слон · d8 чорний ферзь · e8 чорний король · f8 чорний слон · h8 чорна тура · f7 чорний пішак · g7 чорний пішак · h7 чорний пішак · a6 чорний пішак · e6 чорний пішак · f6 чорний кінь · b5 білий кінь · e5 чорний кінь · d4 чорний пішак · d3 білий слон · f3 білий кінь · a2 білий пішак · b2 білий пішак · f2 білий пішак · g2 білий пішак · h2 білий пішак · a1 біла тура · c1 білий слон · d1 білий ферзь · e1 білий король · h1 біла тура | a8 чорна тура · c8 чорний слон · d8 чорний ферзь · e8 чорний король · f8 чорний слон · h8 чорна тура · f7 чорний пішак · g7 чорний пішак · h7 чорний пішак · a6 чорний пішак · e6 чорний пішак · f6 чорний кінь · b5 білий кінь · e5 чорний кінь · d4 чорний пішак · d3 білий слон · f3 білий кінь · a2 білий пішак · b2 білий пішак · f2 білий пішак · g2 білий пішак · h2 білий пішак · a1 біла тура · c1 білий слон · d1 білий ферзь · e1 білий король · h1 біла тура | a8 чорна тура · c8 чорний слон · d8 чорний ферзь · e8 чорний король · f8 чорний слон · h8 чорна тура · f7 чорний пішак · g7 чорний пішак · h7 чорний пішак · a6 чорний пішак · e6 чорний пішак · f6 чорний кінь · b5 білий кінь · e5 чорний кінь · d4 чорний пішак · d3 білий слон · f3 білий кінь · a2 білий пішак · b2 білий пішак · f2 білий пішак · g2 білий пішак · h2 білий пішак · a1 біла тура · c1 білий слон · d1 білий ферзь · e1 білий король · h1 біла тура | a8 чорна тура · c8 чорний слон · d8 чорний ферзь · e8 чорний король · f8 чорний слон · h8 чорна тура · f7 чорний пішак · g7 чорний пішак · h7 чорний пішак · a6 чорний пішак · e6 чорний пішак · f6 чорний кінь · b5 білий кінь · e5 чорний кінь · d4 чорний пішак · d3 білий слон · f3 білий кінь · a2 білий пішак · b2 білий пішак · f2 білий пішак · g2 білий пішак · h2 білий пішак · a1 біла тура · c1 білий слон · d1 білий ферзь · e1 білий король · h1 біла тура | a8 чорна тура · c8 чорний слон · d8 чорний ферзь · e8 чорний король · f8 чорний слон · h8 чорна тура · f7 чорний пішак · g7 чорний пішак · h7 чорний пішак · a6 чорний пішак · e6 чорний пішак · f6 чорний кінь · b5 білий кінь · e5 чорний кінь · d4 чорний пішак · d3 білий слон · f3 білий кінь · a2 білий пішак · b2 білий пішак · f2 білий пішак · g2 білий пішак · h2 білий пішак · a1 біла тура · c1 білий слон · d1 білий ферзь · e1 білий король · h1 біла тура | a8 чорна тура · c8 чорний слон · d8 чорний ферзь · e8 чорний король · f8 чорний слон · h8 чорна тура · f7 чорний пішак · g7 чорний пішак · h7 чорний пішак · a6 чорний пішак · e6 чорний пішак · f6 чорний кінь · b5 білий кінь · e5 чорний кінь · d4 чорний пішак · d3 білий слон · f3 білий кінь · a2 білий пішак · b2 білий пішак · f2 білий пішак · g2 білий пішак · h2 білий пішак · a1 біла тура · c1 білий слон · d1 білий ферзь · e1 білий король · h1 біла тура | a8 чорна тура · c8 чорний слон · d8 чорний ферзь · e8 чорний король · f8 чорний слон · h8 чорна тура · f7 чорний пішак · g7 чорний пішак · h7 чорний пішак · a6 чорний пішак · e6 чорний пішак · f6 чорний кінь · b5 білий кінь · e5 чорний кінь · d4 чорний пішак · d3 білий слон · f3 білий кінь · a2 білий пішак · b2 білий пішак · f2 білий пішак · g2 білий пішак · h2 білий пішак · a1 біла тура · c1 білий слон · d1 білий ферзь · e1 білий король · h1 біла тура | 3 |
| 2 | a8 чорна тура · c8 чорний слон · d8 чорний ферзь · e8 чорний король · f8 чорний слон · h8 чорна тура · f7 чорний пішак · g7 чорний пішак · h7 чорний пішак · a6 чорний пішак · e6 чорний пішак · f6 чорний кінь · b5 білий кінь · e5 чорний кінь · d4 чорний пішак · d3 білий слон · f3 білий кінь · a2 білий пішак · b2 білий пішак · f2 білий пішак · g2 білий пішак · h2 білий пішак · a1 біла тура · c1 білий слон · d1 білий ферзь · e1 білий король · h1 біла тура | a8 чорна тура · c8 чорний слон · d8 чорний ферзь · e8 чорний король · f8 чорний слон · h8 чорна тура · f7 чорний пішак · g7 чорний пішак · h7 чорний пішак · a6 чорний пішак · e6 чорний пішак · f6 чорний кінь · b5 білий кінь · e5 чорний кінь · d4 чорний пішак · d3 білий слон · f3 білий кінь · a2 білий пішак · b2 білий пішак · f2 білий пішак · g2 білий пішак · h2 білий пішак · a1 біла тура · c1 білий слон · d1 білий ферзь · e1 білий король · h1 біла тура | a8 чорна тура · c8 чорний слон · d8 чорний ферзь · e8 чорний король · f8 чорний слон · h8 чорна тура · f7 чорний пішак · g7 чорний пішак · h7 чорний пішак · a6 чорний пішак · e6 чорний пішак · f6 чорний кінь · b5 білий кінь · e5 чорний кінь · d4 чорний пішак · d3 білий слон · f3 білий кінь · a2 білий пішак · b2 білий пішак · f2 білий пішак · g2 білий пішак · h2 білий пішак · a1 біла тура · c1 білий слон · d1 білий ферзь · e1 білий король · h1 біла тура | a8 чорна тура · c8 чорний слон · d8 чорний ферзь · e8 чорний король · f8 чорний слон · h8 чорна тура · f7 чорний пішак · g7 чорний пішак · h7 чорний пішак · a6 чорний пішак · e6 чорний пішак · f6 чорний кінь · b5 білий кінь · e5 чорний кінь · d4 чорний пішак · d3 білий слон · f3 білий кінь · a2 білий пішак · b2 білий пішак · f2 білий пішак · g2 білий пішак · h2 білий пішак · a1 біла тура · c1 білий слон · d1 білий ферзь · e1 білий король · h1 біла тура | a8 чорна тура · c8 чорний слон · d8 чорний ферзь · e8 чорний король · f8 чорний слон · h8 чорна тура · f7 чорний пішак · g7 чорний пішак · h7 чорний пішак · a6 чорний пішак · e6 чорний пішак · f6 чорний кінь · b5 білий кінь · e5 чорний кінь · d4 чорний пішак · d3 білий слон · f3 білий кінь · a2 білий пішак · b2 білий пішак · f2 білий пішак · g2 білий пішак · h2 білий пішак · a1 біла тура · c1 білий слон · d1 білий ферзь · e1 білий король · h1 біла тура | a8 чорна тура · c8 чорний слон · d8 чорний ферзь · e8 чорний король · f8 чорний слон · h8 чорна тура · f7 чорний пішак · g7 чорний пішак · h7 чорний пішак · a6 чорний пішак · e6 чорний пішак · f6 чорний кінь · b5 білий кінь · e5 чорний кінь · d4 чорний пішак · d3 білий слон · f3 білий кінь · a2 білий пішак · b2 білий пішак · f2 білий пішак · g2 білий пішак · h2 білий пішак · a1 біла тура · c1 білий слон · d1 білий ферзь · e1 білий король · h1 біла тура | a8 чорна тура · c8 чорний слон · d8 чорний ферзь · e8 чорний король · f8 чорний слон · h8 чорна тура · f7 чорний пішак · g7 чорний пішак · h7 чорний пішак · a6 чорний пішак · e6 чорний пішак · f6 чорний кінь · b5 білий кінь · e5 чорний кінь · d4 чорний пішак · d3 білий слон · f3 білий кінь · a2 білий пішак · b2 білий пішак · f2 білий пішак · g2 білий пішак · h2 білий пішак · a1 біла тура · c1 білий слон · d1 білий ферзь · e1 білий король · h1 біла тура | a8 чорна тура · c8 чорний слон · d8 чорний ферзь · e8 чорний король · f8 чорний слон · h8 чорна тура · f7 чорний пішак · g7 чорний пішак · h7 чорний пішак · a6 чорний пішак · e6 чорний пішак · f6 чорний кінь · b5 білий кінь · e5 чорний кінь · d4 чорний пішак · d3 білий слон · f3 білий кінь · a2 білий пішак · b2 білий пішак · f2 білий пішак · g2 білий пішак · h2 білий пішак · a1 біла тура · c1 білий слон · d1 білий ферзь · e1 білий король · h1 біла тура | 2 |
| 1 | a8 чорна тура · c8 чорний слон · d8 чорний ферзь · e8 чорний король · f8 чорний слон · h8 чорна тура · f7 чорний пішак · g7 чорний пішак · h7 чорний пішак · a6 чорний пішак · e6 чорний пішак · f6 чорний кінь · b5 білий кінь · e5 чорний кінь · d4 чорний пішак · d3 білий слон · f3 білий кінь · a2 білий пішак · b2 білий пішак · f2 білий пішак · g2 білий пішак · h2 білий пішак · a1 біла тура · c1 білий слон · d1 білий ферзь · e1 білий король · h1 біла тура | a8 чорна тура · c8 чорний слон · d8 чорний ферзь · e8 чорний король · f8 чорний слон · h8 чорна тура · f7 чорний пішак · g7 чорний пішак · h7 чорний пішак · a6 чорний пішак · e6 чорний пішак · f6 чорний кінь · b5 білий кінь · e5 чорний кінь · d4 чорний пішак · d3 білий слон · f3 білий кінь · a2 білий пішак · b2 білий пішак · f2 білий пішак · g2 білий пішак · h2 білий пішак · a1 біла тура · c1 білий слон · d1 білий ферзь · e1 білий король · h1 біла тура | a8 чорна тура · c8 чорний слон · d8 чорний ферзь · e8 чорний король · f8 чорний слон · h8 чорна тура · f7 чорний пішак · g7 чорний пішак · h7 чорний пішак · a6 чорний пішак · e6 чорний пішак · f6 чорний кінь · b5 білий кінь · e5 чорний кінь · d4 чорний пішак · d3 білий слон · f3 білий кінь · a2 білий пішак · b2 білий пішак · f2 білий пішак · g2 білий пішак · h2 білий пішак · a1 біла тура · c1 білий слон · d1 білий ферзь · e1 білий король · h1 біла тура | a8 чорна тура · c8 чорний слон · d8 чорний ферзь · e8 чорний король · f8 чорний слон · h8 чорна тура · f7 чорний пішак · g7 чорний пішак · h7 чорний пішак · a6 чорний пішак · e6 чорний пішак · f6 чорний кінь · b5 білий кінь · e5 чорний кінь · d4 чорний пішак · d3 білий слон · f3 білий кінь · a2 білий пішак · b2 білий пішак · f2 білий пішак · g2 білий пішак · h2 білий пішак · a1 біла тура · c1 білий слон · d1 білий ферзь · e1 білий король · h1 біла тура | a8 чорна тура · c8 чорний слон · d8 чорний ферзь · e8 чорний король · f8 чорний слон · h8 чорна тура · f7 чорний пішак · g7 чорний пішак · h7 чорний пішак · a6 чорний пішак · e6 чорний пішак · f6 чорний кінь · b5 білий кінь · e5 чорний кінь · d4 чорний пішак · d3 білий слон · f3 білий кінь · a2 білий пішак · b2 білий пішак · f2 білий пішак · g2 білий пішак · h2 білий пішак · a1 біла тура · c1 білий слон · d1 білий ферзь · e1 білий король · h1 біла тура | a8 чорна тура · c8 чорний слон · d8 чорний ферзь · e8 чорний король · f8 чорний слон · h8 чорна тура · f7 чорний пішак · g7 чорний пішак · h7 чорний пішак · a6 чорний пішак · e6 чорний пішак · f6 чорний кінь · b5 білий кінь · e5 чорний кінь · d4 чорний пішак · d3 білий слон · f3 білий кінь · a2 білий пішак · b2 білий пішак · f2 білий пішак · g2 білий пішак · h2 білий пішак · a1 біла тура · c1 білий слон · d1 білий ферзь · e1 білий король · h1 біла тура | a8 чорна тура · c8 чорний слон · d8 чорний ферзь · e8 чорний король · f8 чорний слон · h8 чорна тура · f7 чорний пішак · g7 чорний пішак · h7 чорний пішак · a6 чорний пішак · e6 чорний пішак · f6 чорний кінь · b5 білий кінь · e5 чорний кінь · d4 чорний пішак · d3 білий слон · f3 білий кінь · a2 білий пішак · b2 білий пішак · f2 білий пішак · g2 білий пішак · h2 білий пішак · a1 біла тура · c1 білий слон · d1 білий ферзь · e1 білий король · h1 біла тура | a8 чорна тура · c8 чорний слон · d8 чорний ферзь · e8 чорний король · f8 чорний слон · h8 чорна тура · f7 чорний пішак · g7 чорний пішак · h7 чорний пішак · a6 чорний пішак · e6 чорний пішак · f6 чорний кінь · b5 білий кінь · e5 чорний кінь · d4 чорний пішак · d3 білий слон · f3 білий кінь · a2 білий пішак · b2 білий пішак · f2 білий пішак · g2 білий пішак · h2 білий пішак · a1 біла тура · c1 білий слон · d1 білий ферзь · e1 білий король · h1 біла тура | 1 |
|   | a | b | c | d | e | f | g | h |   |

У 1925 Веніамін Інокентійович опублікував аналіз, згідно з яким у меранському варіанті слов'янського захисту хід 11…Кxe5 є прийнятнішим за раніше вживаний 11…axb5. Згодом цей прийом був успішно використаний Яковом Вільнером у переможній грі радянської першості 1925 проти Юхима Боголюбова. Відтоді цей хід став стандартним у відхиленому ферзевому гамбіті (ECO D49)

## Спортивні результати
| Рік       | Місто     | Турнір             | + | −  | = | Результат | Місце |
| --------- | --------- | ------------------ | - | -- | - | --------- | ----- |
| 1923      |           | Турнір міст        |   |    |   |           | 3     |
| 1923/1924 | Новгород  |                    |   |    |   |           | 3     |
| 1924      | Москва    | 3-й чемпіонат СРСР | 7 | 6  | 4 | 9 з 17    | 9     |
| 1925      | Ленінград | 4-й чемпіонат СРСР | 4 | 10 | 5 | 6½ з 19   | 17    |
| 1929      | Одеса     | 6-й чемпіонат СРСР | 2 | 3  | 3 | 3½ з 8    | 6—7   |
| 1931      | Москва    | 7-й чемпіонат СРСР | 3 | 9  | 5 | 5½ з 17   | 16    |
| 1935      | Ленінград |                    |   |    |   |           | 2     |

## Публікації
Созін був активним дописувачем московського журналу «Шаховий вісник». Йому належить авторство двох книжок:
- Комбинации и ловушки, Ленінград 1929. (переклад англійською Фреда Рейнфілда 1936).
- Что каждый должен знать об эндшпиле, Москва 1931.